# La 8
La 8 es el segundo canal de televisión autonómico de Castilla y León, operado por Castilla y León Televisión, sociedad adjudicataria de la explotación de los derechos televisivos autonómicos de TDT.

## Historia
Como su canal hermano, La 7 de Castilla y León Televisión (CYLTV), inició sus emisiones regulares el día 9 de marzo de 2009, sustituyendo desde ese momento a la señal de las hasta entonces Televisión Castilla y León o Canal 4 Castilla y León, según la provincia. A diferencia de La 7, La 8 se caracteriza por llevar a cabo desconexiones en cada una de las nueve provincias de la Comunidad, además de en la comarca leonesa de El Bierzo. Ello hace que uno de los ejes básicos de su programación, de carácter generalista, sea la actualidad provincial y local.

### DeCyL8aLa 8
Este canal ha sido conocido como CyL8 o La Ocho de Castilla y León Televisión desde su creación, hasta el 4 de septiembre de 2011, cambio anunciado por el director general de Radio Televisión de Castilla y León el día 31 de agosto en la presentación de la nueva temporada televisiva. En esta nueva temporada, CyL7 y CyL8 pasarían a llamarse CYLTV y La 8. Dicho cambio se hace efectivo a las 00:00 horas del lunes 5 de septiembre de 2011, cuando cambia el logotipo de la cadena, pasando a ser una figura con fondo rojo y el 8 en su interior, y en la información del canal aparece La 8 en vez de CyL8 y el nombre del centro territorial desde el que se emite.

## Programación y contenidos
Los buque insignia de la cadena son los informativos provinciales 'La 8 Noticias' que se ofrecen en dos ediciones diarias en cada emisora a las 14:00 y 21:00 horas de lunes a viernes; y el programa '8 Magazine' con un formato franquiciado y adaptado a cada territorio.
Además, cada una de las emisoras de La 8 en cada provincia y El Bierzo producen diversos contenidos temáticos con los que complementan su oferta con hasta un mínimo de dos horas de programación local inédita diaria de lunes a viernes. 
Para la elaboración de dichos contenidos, Radio Televisión de Castilla y León cuenta con centros de producción territorial en las nueve capitales de provincia castellanas y leonesas: Ávila, Burgos, León, Palencia, Salamanca, Segovia, Soria, Valladolid y Zamora, además de en Ponferrada, capital de la comarca berciana. La singularización de este canal, asimismo, hace que su nombre público suela ir acompañado por el del centro territorial desde el que emite sus desconexiones.

## Imagen corporativa
| Imagen  |           |                 |
| Período | 2009-2011 | 2011-actualidad |
| Nombre  | CyL8      | La 8            |
| ------- | --------- | --------------- |